# Каталле Тояма
Каталле Тояма (яп. カターレ富山, Каталле Тояма) — японський футбольний клуб з міста Тояма, який виступає в Джей-лізі 3.